# هاري جيروم
هاري جيروم هو منافس ألعاب قوى كندي، ولد في 30 سبتمبر 1940 في برينس ألبرت في كندا، وتوفي في 7 ديسمبر 1982 في فانكوفر في كندا بسبب أم الدم داخل القحف.

## وصلات خارجية
- هاري جيروم على موقع الاتحاد الدولي لألعاب القوى (الإنجليزية)
- هاري جيروم على موقع اللجنة الأولمبية الدولية (الإنجليزية)
- هاري جيروم على موقع أوليمبيديا (الإنجليزية)
- هاري جيروم على موقع اتحاد ألعاب الكومنولث (مؤرشف) (الإنجليزية)